# Lithocarpus elaeagnifolius
Lithocarpus elaeagnifolius là một loài thực vật có hoa trong họ Cử. Loài này được (Seemen) Chun mô tả khoa học đầu tiên năm 1928.